# Herlinckhove
Herlinkhove of Herlinckhove is een gehucht in Outer, deelgemeente van de stad Ninove in de Belgische provincie Oost-Vlaanderen.
Herlinckhove ligt tussen Outer en het oude stadscentrum van Ninove. Het dorpscentrum van Outer ligt minder dan een kilometer ten westen. Minder dan een kilometer ten zuidoosten ligt de stadskern van Ninove, waarmee Herlinckhove tegenwoordig is vergroeid. Ten noorden strekt zich een landelijk koutergebied uit, met daarin onder meer de Diepe Straten. Ten hoorden hiervan, ruim twee kilometer van de oude wijk Herlinckhove, wordt ook de naam Herlinkhove of Klein-Herlinkhove gebruikt voor het gehucht op de grens met Ninove, Outer en Denderhoutem, dat nu aansluit op het gehucht Lebeke.
Begin 19de eeuw was Herlinckhove een aantal jaar een zelfstandig gemeente.

## Geschiedenis
De plaats werd al vermeld in de 9de eeuw. Het was een heerlijkheid in Outer, met een eigen kerk. In de 9de eeuw was deze heerlijkheid afhankelijk van de Sint-Amandsabdij van Elnone.
Het werd verwoest door de geuzen. In 1639 werd de kerk hersteld.
De Villaretkaart uit het midden van de 18de eeuw vermeldt de plaats als Hericove ou Heerlinckhoeven; de Ferrariskaart uit de jaren 1770  als Heerlinckhoeve. Op het eind van het ancien régime, toen tijdens de Franse bezetting op het eind van de 18de eeuw de gemeenten werden gecreëerd, werd Herlinckhove een gemeente. De burgemeester was Bernard de Coster. In 1807 werd de gemeente bij keizerlijk decreet terug opgeheven. Het grondgebied ervan werd verdeeld over de gemeenten Denderhoutem, Aspelare, Outer en Ninove. In 1808 werd onder bisschop de Broglie ook de parochie opgeheven. De kerk - die stond in de Elnonestraat - verging tot puin, de huidige Sint-Amanduskapel werd gebouwd op diezelfde plaats. 
Op de Atlas der Buurtwegen uit 1841 is het gehucht als Herlinckhove aangeduid; op de Vandermaelenkaart uit het midden van de 19de eeuw als Heerlinkhove. Twee kilometer noordwaarts duidden deze kaarten op de grens met Denderhoutem het gehucht Kleyn Heerlinkhove aan, aansluitend op het gehucht Leebeek. De stad Ninove kende een groeiende industrie in de loop van de 19de eeuw en in de jaren 1850 werd het gebied tussen Herlinckhove en Ninove doorsneden door de nieuwe spoorlijn tussen Geraardsbergen en Denderleeuw.
In de 20ste eeuw breidde het stadscentrum van Ninove zich rond de spoorweg verder uit richting Herlinckhove, zodat het gehucht vergroeid raakte met het centrum van de stad.
Deelgemeenten: Appelterre-Eichem · Aspelare · Denderwindeke · Lieferinge · Meerbeke · Nederhasselt · Neigem · Ninove · Okegem · Outer · Pollare · Voorde

Overige dorpen, gehuchten en wijken: Appelterre · Bevingen · Boterdaal · Dasselt · Eichem · Herlinckhove · Lebeke · Linkebeek · Muylem · Nederwijk · Nijken · Prindaal · Renderstede · Roesbeke · Roost · Slettem · Steenhout · Terbert · Varenberg · Vogelenzang · Waalhove · Zevenkoten

Belgische gemeenten · Arrondissement Aalst · Oost-Vlaanderen · Vlaanderen